# Бюджетное множество
Бюджетное множество — понятие, используемое в микроэкономике (в теории потребительского поведения), обозначающее подмножество множества допустимых альтернатив (потребительских наборов) с учётом экономических (бюджетных) ограничений, под которыми понимаются ограничения расходов потребителя его доходами и (или) первоначальными запасами экономических благ.

## Формальное определение
Пусть {\displaystyle X} — множество (потенциально) допустимых альтернатив (потребительских наборов), {\displaystyle p} — неотрицательный вектор цен экономических благ, {\displaystyle R} — доход потребителя. Тогда бюджетное множество определяется как множество альтернатив {\displaystyle x\in X}, для которых выполнено неравенство {\displaystyle px\leqslant R}, то есть:
{\displaystyle B(p,R)=\{x\in X|px\leqslant R\}}
Бюджетное ограничение может быть связано с начальным запасом благ {\displaystyle x_{0}}, то есть доходом в данном случае может быть только доход от продажи каких-то начальных запасов. Тогда бюджетное множество определяется следующим образом:
{\displaystyle B^{*}(p,x_{0})=\{x\in X|px\leqslant px_{0}\}=\{x\in X|p(x-x_{0})\leqslant 0\}}
То есть стоимость покупок не превышает стоимость продаж.
Естественно, возможно также совмещение, то есть доход может быть как внешним, так и связанным с начальными запасами.

## Свойства
В первую очередь бюджетные множества предполагаются непустыми. В случае бюджетного множества {\displaystyle B(p,R)} для этого достаточно, чтобы доход {\displaystyle R} был больше минимально необходимого для приобретения хотя бы одного допустимого набора, то есть {\displaystyle R>\inf _{x\in X}px}. В случае бюджетного множества {\displaystyle B^{*}(p,x_{0})} это условие означает лишь то, что начальный вектор принадлежит допустимому множеству {\displaystyle X}, что изначально предполагается.
Бюджетное множество является замкнутым, ограниченным) и выпуклым множеством. Для ограниченности формально необходимо (и достаточно), чтобы вектор цен был строго больше нуля (то есть все цены должны быть положительными). Замкнутость и ограниченность бюджетного множества обеспечивают существование решения задачи потребителя (см. ниже).
Бюджетное множество {\displaystyle B(p,R)} является «однородным нулевой степени», то есть если цены и доход умножить на одно и то же число, то получим то же бюджетное множество. В случае бюджетного множества {\displaystyle B^{*}(p,x_{0})} это означает «однородность нулевой степени» по вектору цен.
При фиксированном векторе цен бюджетное множество с меньшим доходом является подмножеством бюджетного множества с большим доходом. При фиксированном доходе бюджетное множество с большими ценами является подмножеством бюджетного множества с меньшими ценами.

## Задача потребителя
Бюджетное множество используется в так называемой прямой (маршаллианской) задаче потребителя, заключающейся в максимизации функции полезности {\displaystyle u(x)} на бюджетном множестве альтернатив {\displaystyle B}:
{\displaystyle {\begin{cases}u(x)\rightarrow \max \\x\in B\subset X\end{cases}}}
В частности, для бюджетного ограничения по доходу задача имеет вид:
{\displaystyle {\begin{cases}u(x)\rightarrow \max \\px\leqslant R,x\in X\end{cases}}}
При непрерывной функции полезности с учётом свойств компактности (ограниченности и замкнутости) бюджетного множества задача потребителя всегда имеет решение.